# Notes inégales
Notes inégales (Francês para "notas desiguais"), é uma técnica da música barroca e do classicismo que envolvia o uso de notas de durações iguais, mas executadas com durações diferentes. notas pontuadas eram usadas para substituir notas não pontuadas, dentro de um mesmo tempo. Em geral, alternavam entre valores longos e curtos. A prática prevaleceu na França no Século XVII e XVIII, com aparições nas músicas de noutros países europeus nos mesmos períodos; e reapareceu como prática comum no Século XX, na música jazz.

## Histórico
A prática de aplicar um tratamento desigual à sucessivas notas de um mesmo valor anotado iníciou-se nas primeiras músicas da Idade Média. Alguns estudiosos acreditam que o cantochão da Igreja Católica Romana, incluindo os hinos ambrosianos, que alternavam entre notas longas e curtas. Esta interpretação é baseada em passagens de Santo Agostinho no qual  ele se refere a hinos ambrosianos como sendo de tria temporum (tempo triplo).
Em notação modal, com sua aplicação de valores longos e curtos para notas iguais, podem ter sido o precursor da notes inégales, especialmente porque eles apareceram na França, também, especialmente na Escola de Notre Dame. Contudo, o espaço entre o da notação modal de uso da ars antiqua do fim do Século XIII e o meio do Século XVI, quando Loys Bourgeois mencionou pela primeira vez as notes inégales, é muito grande, e há poucas indicações da prática que flui da polifonia do período.

### França
Na França,, começando no Século XVI, as notes inégales  começaram a ter um papel importante na música na prática da performance. Os primeiros tratados que mencionam desigualdade de notas na performance indicam que a razão para esta prática é para adicionar beleza  interesse a passagem qual, de outra maneira, seria muito simples. Mais do que 85 tratados de teoria e prática musical só da França aparecem entre os anos de 1550 e 1810, com uma grande parte escrita ntre 1690 e 1780. Dentro deste material existe uma certa inconcistência, mas no final do Século XVII o consenso da prática começou a emergir.
A regra típica, do Século XVII até a Revolução Francesa, é que, notes négales , se aplicam a todas as notas que se movem um tom por vez tendo o seu valor iqual a um quarto do valor do denominador do tempo musical. Por exemplo, semínimas numa fórmula de compasso 2/2, ou colcheias numa fórmula de compasso 4/4; e metade do valor do denominador em caso de tempo triplo ou composto. Por exemplo: semínima em 3/4, colcheias em 3/8, 6/8 ou em 9/8. Além disto, as inégales  só podiam funcionar num nível métricamente cadenciado. Por exemplo: se as colcheias fossem ser usadas como "longa  curta, longa e curta", um pulso de semínimas deveria ser mantido cuidadosamente para a música manter a sua forma.
Algumas vezes as notes inégales são anotadas de formas desiguais.
Por exemplo, na música de François Couperin, em que ele usa um ponto para indicar a nota mais longa.
Contudo é incerto se isto significa que é necessário aplicar uma duração mais longa ainda do que o normal aos pares de "semínimas e colcheias" pontuadas do que os pares de "semínimas-semínimas", quais já se entende que são para ser tocadas diferentementes. A quantia exata de desigualdade também não é especificada, e na maioria dos tratados isto é deixado ao gosto do músico intérprete. Pode também, talvez, variar dependendo do contexto.
Existem situações que a exenção da aplicação do efeito das notes inégales era entendido. Uma anotação do símbolo de arpêgio quebrado no lado esquerdo da pauta, tal como um Baixo Alberti, foi sempre entendido para ser tocado normalmente. Algumas vezes pode-se ver a anotação: choches égales dando-se entender que as colcheias são executadas da mesma maneira---passagens quais notas de valores diferentes podem ter sido exenta do estilo. Outras vezes uma ligadura sob várias notas são entendidas para serem tocadas igualmente, com exceção da primeira nota que deveria ser tocada levemente acentuada. passagens que estão separadas também estão menos sujeitas de serem executadas diferentemente, em contraste as passagens conjuntas, embora nem todas as fontes sobre este assunto estão de acordo.
Algumas vezes as notas "longa-curta" das notes inégales estão invertidas, "curta-longa", conhecidas como rítmo Lombard ou, em Inglês, Scotch snap.

## Fora da França
uma das melhores fontes para enteder a notes inégales na França é através da notação musical de outros compositores da Europa que escreveram neste mesmo estilo. Música da Itália, Alemanha, e Inglaterra, também emprestaram este recurso da música francesa, do qual a diferença crítica da desigualdade das notas eram anotadas.
Uso das notes inégales  em recitais contemporâneros de música que não é da França, por exemplo na música de Bach, é extremamente controversial em musicologia. Enquanto uma escola de estudiosos acredita que o estilo se espalhou por toda Europa, inclusive pela música de Bach e Scarlatti, outra acredita que o uso de tocar todas iguais  as notas com o mesmo valor de duração, a não ser que notas pontuadas realmente aparecessem na pauta. Evidência dos dois lados de pensamento são convincentes. Por exemplo: certas músicas inglesas do Século XVII recomenda uma interpretação desigual, assim como François Couperin, que escreveu, "L'art de toucher le clavecin" (1716). Em contraste, compositores italianos freqüentemente escreviam as notas exatamente como eles desejavam que fossem tocadas. E, de novo, talvez a prática fosse mais defundida em algumas áreas da Europa, como na Inglaterra, do que noutras, como na Alemanha.
J. S. Bach conspicuosamente imitou o estilo no seu "contrapunctus II" da "Arte da Fuga", embora as notes inégales nesta obra são escritas como rítmos pontuados.

## Atualmente
Jazz
A prática similar a notes inégales ocorre no Século XX até hoje em dia, embora o termo usado pelos músicos de jazz e sua audiência seja, shuffle note, em inglês, ou swung note que é a nota gingada, balançada do estilo estadunidense de jazz conhecido como "Swing  e que causa a duração de uma primeira nota soar um pouco mais longa que a segunda, em cada par de notas iguais (ie. do mesmo valor). As primeiras notas de cada par de notas não só duram um pouco mais que as segundas dos pares, mas elas são interpretadas com um pouco mais intensidade. Semínimas shuffle que são escritas na batida da música em geral são interpretadas como quiálteras de mínimas, enquanto notas escritas no contratempo são tocadas como quiálteras de semínimas.  Portanto, uma grade básica do rítmo de jazz é uma quiáltera de semínimas.
A similaridade a regra da música do Século XVII da França com a notação de jazz é marcante. Alguns estudiosos especulam sobre a influência que a música francesa em New Orleans pode ter tido sobre o início do jazz.